# Vuze
Vuze（ヴューズ）は、Windows、Mac OS X、Linux、FreeBSDで動作するオープンソースのBitTorrentクライアントである。GNU General Public License下で配布されている。Java仮想マシンがインストールされたコンピューターで利用できる。
2003年よりVuze, Inc（旧Zureus, Inc）がコアデベロッパーとして開発。最初のリリースは2003年6月、Azureus（アズレウス）という名称でSourceForge.netにて行われた。当時はSWTを用いた実験的なソフトウェアとして開発されていたが、今ではSourceForge.netの代表的なプロジェクトの一つとなっている。
現在このソフトウェアは、中核となるBitTorrentクライアントであるAzureusと、動画の共有やチャットなどの機能を提供するGUIであるVuzeとを合わせた構成になっている。

## 機能
Vuzeは、標準BitTorrentクライアントより大幅に機能が強化された設計をされており、各種プラグインによってさらに機能を持たせることもできる。I2PやTorなどの匿名通信プロトコルに対応している。以下に特徴的なものを挙げる。
健康状態
ダウンロードのレジューム
通常のダウンロードの再開はもちろん、予期せぬエラーなどによりダウンロードの進捗情報なども消失してしまった場合でも自動的にダウンロードの進捗を計算し直し、再開する機能がある。
詳細なTorrent情報の表示
接続中、接続待機中のピアの一覧・ピース（ファイルの断片）の取得完了情報などを表示する。他にも現在通信中のピース情報、Torrentに記述されている各ダウンロードファイルごとのピース取得完了情報などをグラフで詳細に表示する。ファイルごとの優先度設定も変更できる。
プロトコルの暗号化
通信を暗号化する機能。ただしこれはプロトコルを暗号化するだけであって、匿名性はない。
swarm
ピアとの通信状況をグラフィカルに表示する機能。
Torrentファイルの作成
ウィザードによってTorrentファイルを作成できる。Azureusは自身がトラッカーとなるのでTorrentファイルを作成したら、そのまま配布できる（一般的な意味でのトラッカーは不要）。
Rating（Pluginにて提供）
Torrentファイルごとのレーティング（5段階評価）や、コメントを共有する機能。
UPnP（Pluginにて提供）
ユニバーサル・プラグ・アンド・プレイ (UPnP) 対応ルータを使っているときに、自動的にポートを割り当てる機能
UPnP Media Server（Pluginにて提供）
分散データベース（Pluginにて提供）
LAN Peer Finder（Pluginにて提供）
通常のネットワークに加えて、LAN内部でAzureusネットワークを構築する機能
Azureus Update（Pluginにて提供）
ソフトウェア本体・プラグインのバージョンアップを感知し、Torrentネットワークを使って自動的にダウンロードする。ブラウザを起動することなくバージョンアップが可能。
SMS Notifications（Pluginにて提供）
各ダウンロードの完了状況などをSMSにて知らせる機能
Web UI（Pluginにて提供）
HTTP通信によって、外部からAzureusを操作する機能。

## Azureusという名前の由来
旧名称の「アズレウス」とは南アメリカ原産のヤドクガエル科の一種「コバルトヤドクガエル」（学名：Dendrobates azureus）の種名に由来する。シンボルマークで描かれているのはこのコバルトヤドクガエルである。共同開発者であるTyler Pitchfordが命名。